# 圣地亚哥·达纳尼
圣地亚哥·达纳尼（西班牙語：Santiago Danani，1995年12月12日—），阿根廷男子排球运动员，2016年泛美杯银牌得主、2017年泛美杯金牌得主、2018年泛美杯金牌得主、2020年夏季奥林匹克运动会男子铜牌得主。